# Dendrobium bakoense
Dendrobium bakoense är en orkidéart som beskrevs av Jeffrey James Wood. Dendrobium bakoense ingår i släktet Dendrobium, och familjen orkidéer. Inga underarter finns listade i Catalogue of Life.